# Demerdżi
Demerdżi albo Demirdżi (ukr. Демерджі́-Яйла, Демірджі́-Яйла; krm. Demirci Yayla; ros. Демерджи-Яйла, Демирджи-Яйла) — masyw górski (jajła) w głównym paśmie Gór Krymskich.
Masyw posiada dwa szczyty: Północna Demerdżi (1 356 m n.p.m.) і Południowa Demerdżi (1 239 m n.p.m.). U podnóża masywu leży wieś Łuczyste (do 1945 Demerdżi).